# Церква Святого Василія Великого (Яблуниця)
Церква свято́го Васи́лія Вели́кого — храм Яремчанського благочиння Коломийської єпархії Православної церкви України в селі Яблуниця Надвірнянського району Івано-Франківської області. Збудований 1992 року. Є одним з двох храмів Яремчанського деканату (другий знаходиться у місті Яремче на вулиці Курортній).

## Історія
1990 року, було вирішено збудувати храм, заради уникнення сутичок на релігійному ґрунті, і 2 січня 1991 року розпочалося будівництво церкви, яке тривало майже два роки.
23 липня 1991 року парафію святого Василія Великого було офіційно зареєстровано як релігійну громаду. Влітку того ж року було зведено дзвіницю.
З початку існування храму його настоятелем був отець Василь Бойчук). Але служити ще й у церкві села Білі Ослави одночасно йому було важко. Тому 7 січня 1993 року парафія отримала нового настоятеля. Ним став отець Володимир Стадник, який служить у храмі й сьогодні.
Розпис було почато у червні 1999 року і закінчено наступного року.
У 2009 році на подвір'ї церкви було покладено бруківку, а сам храм було ззовні оббито брусом.

## Територія
На території знаходяться дві будівлі: власне церква, а також дзвіниця. Напроти храму встановлено пам'ятний хрест на честь його зведення.

## Інтер'єр
Храм прикрашає іконостас виготовлений у 1995 році майстрами із Делятина. Ікони до іконостасу написав художник з Лазещини (Рахівський район Закарпаття) Михайло Кузюк. Художні настінні розписи у Церкві виконали народні умільці з с. Чорний Потік — Микола Палійчук, Василь Василишин, Михайло Ткачук, Михайло Менюк, у 2000 році. Тетрапод різьбив і малював Василь Василишин. Кивот зроблений у 1995 році в с. Паляниця.
Іконостас встановлений в кілька рядів: у другому ярусі розміщені ікони дванадесятих свят, у третьому — ікони апостолів, в четвертому — ікони пророків, на самому верху іконостаса встановлюється хрест із зображенням на ньому розіп'ятого Господа нашого Ісуса Христа.